# 徳武樹里
徳武 樹里（とくたけ じゅり）は、日本のフリーアナウンサー。長野県出身。身長161センチ。元ジョイスタッフ所属。共立女子大学文芸学部卒業。

## 来歴・人物
TBSラジオのリポーターを経て、2006年10月2日から2007年9月28日までニッポン放送の番組内で『TOYOTA ハッピータウンサーキット』のリポーターを担当。その後、『垣花正のあなたとハッピー!』（ニッポン放送）にアシスタントとして出演。ラジオ以外ではUHF局、CATVなどでアシスタント、リポーターを務める。

## 主な出演番組
- 垣花正のあなたとハッピー!（ニッポン放送、2007年10月1日 - 12月28日）
- TOYOTA ハッピータウンサーキット（ニッポン放送）
  - 『森永卓郎と垣花正の朝はニッポン一番ノリ!』『うえやなぎまさひこのサプライズ!』内のコーナー。
- 世界は今 JETROグローバル・アイ（東京メトロポリタンテレビジョン）
- DO!WATCH!（チバテレビ）
- ひるたま（テレビ埼玉）
- 土曜ワイドラジオTOKYO 永六輔その新世界（TBSラジオ）
- 森本毅郎・スタンバイ!（TBSラジオ）
- 毒蝮三太夫のミュージックプレゼント（TBSラジオ）
- ラジオ日本ジャイアンツナイター（アール・エフ・ラジオ日本） 日曜日ナイターナビゲーター